# 西條文喜
西條 文喜（さいじょう ふみき、1921年10月23日 - 1988年6月9日）は、日本の映画監督、脚本家、作詞家・詩人である。本名は伊奈 文喜（いな ふみき）、別名は鶴巻 次郎（つるまき じろう）。詩人としては本名を名乗った。

## 人物・来歴
1921年（大正10年）10月23日、東京府東京市本郷区（現在の東京都文京区本郷）に生まれる。伯父に作詞家の西條八十（1892年 – 1970年）、叔父に映画監督の伊奈精一（1898年 – 1962年）がいる。
旧制・駒込中学校（現在の駒込高等学校）に進学、叔父・伊奈精一の影響により幼少より映画に親しみ、1940年（昭和15年）3月、同校を卒業するとともに、叔父の紹介を得て、同年4月、新興キネマに入社する。叔父の所属する東京撮影所（現在の東映東京撮影所）演出部に配属され、同年9月15日に公開された叔父の監督作『真人間』ではサード助監督を務めた。伯父・西條八十の作詞家としての門下生でもあり、1941年（昭和16年）8月1日に伯父・八十が発行した詩誌『蝋人形』第12巻第8号には、西條の文が伊奈 文喜の名で掲載されている。第二次世界大戦が開始され、1942年（昭和17年）には召集令状を受けて中支派遣軍に入隊した。新興キネマは、同年1月27日、戦時統合によって日活の製作部門および大都映画と合併して大映となった。
1945年（昭和20年）8月15日に第二次世界大戦は終了したが、西條が復員したのは1947年（昭和22年）であった。戦後は戦時中にひきつづき大映に復帰、戦時統合前は日活多摩川撮影所であった大映東京撮影所（現在の角川大映撮影所）に所属して助監督を務めた。おもに田中重雄に師事したが、1948年（昭和23年）11月22日に公開された『情熱の人魚』（監督田口哲）では、山口淑子が歌う挿入歌『水の精と女人』（作曲斎藤一郎）の作詞を手がけている。1952年（昭和27年）12月10日に結婚した。成瀬巳喜男やその門下の斎村和彦のチーフ助監督を務めた後、1957年（昭和32年）に監督に昇進、藤田佳子主演の『愛すべき罪』を初監督、同作は同年7月28日に公開された。つづいて根上淳を主演に昇進第二作『大都会の午前3時』を監督、翌1958年（昭和32年）1月22日に公開されたが、以降、同社での劇場用映画の監督機会はなかった。在籍中は、筆名・作品名は不明であるが田中重雄の監督作の脚本執筆、『羅生門』（監督黒澤明、1950年）や『幻の馬』（監督島耕二、1955年）の海外版の製作実務を行ったり、日本映画監督新人協会の大阪支部長および同事務局を務めた。1964年（昭和39年）には、井上昭とともに、大映テレビ室が製作する連続テレビ映画『列外一名』全13回に取り組み、全話完成するも、放映が見送られている。
1965年（昭和40年）には、鶴巻 次郎の名で成人映画『甘い陶酔』を監督、新東宝映画が配給して同年4月に公開されている。以降、独立プロ系の成人映画、いわゆる「ピンク映画」を手がける際には同名を名乗り、翌5月には中映プロダクションで『鎖の女』および『妾ごろし』の2作を監督、公開されている。渡辺護によれば、同年6月に公開された渡辺の監督デビュー作『あばずれ』（脚本吉田義昭）は、もともと西條が監督する予定で企画されていたものだという。同年8月25日に公開された『女の林』は、ポスター等には監督名が「山崎福二郎」と記載されているが、『映画年鑑 1967』には「鶴巻二郎」と書かれている。同年中に、宮西四郎の製作した『荊ある愛撫』および『紅い肌影』、『女の林』と同じ国際ビデオの製作した『不良女学生』を鶴巻の名で監督した。この時点では、西條は大映に籍があり、同年9月12日に放映された大映テレビ室製作による連続テレビ映画『せんせい』第23話は、西條が監督している。
1966年（昭和41年）には、台湾の瑞昌と沖縄との合作映画『太陽は俺のものだ』（中国語題『我的太陽』）を製作・監督、同年、台湾で公開されている。鶴巻の名でも、『やわ肌ざんげ』、『女のふくらみ』、『地獄の愛撫』の3作を監督した。1976年（昭和51年）12月24日に発行された『日本映画監督全集』によれば、西條が大映を退社したのは、1967年（昭和42年）であるという。満45歳のころであった。同年6月24日に公開された『地獄の愛撫』（製作光映画、配給関東ムービー配給）を最後に、劇場用映画の世界から離れた。テレビ映画の作品歴も見当たらない。
その後は、作詞等の活動を続けたとされ、1986年（昭和61年）3月には、私家版として『童謡集 王さまと驢馬 シナリオ竹靑』を上梓している。1988年（昭和63年）6月9日、肺がんのため入院先の東京都世田谷区用賀の関東中央病院で死去した。満66歳没。同年秋までの情報が掲載されている『映画年鑑 1989』には、西條の訃報と、存命者としての世田谷区弦巻の住所の両方が掲載された。

## フィルモグラフィ
特筆以外のクレジットはすべて「監督」である。東京国立近代美術館フィルムセンター（NFC）等の所蔵状況についても記す。

### 西條文喜
- 『真人間』 : 監督伊奈精一、原作三木蒐一、脚本村上徳三郎、主演真山くみ子、製作新興キネマ東京撮影所、配給新興キネマ、1940年9月15日公開 - 演出助手（サード）、54分の上映用プリントをNFCが所蔵[5]

- 『情熱の人魚』 : 企画久保寺生郎、監督田口哲、主演山口淑子・水島道太郎、製作大映東京撮影所、配給大映、1948年11月22日公開（映倫番号 なし） - 「水の精と女人」作詞、63分の上映用プリントをNFCが所蔵[5]
- 『静かなる決闘』 : 企画本木荘二郎・市川久夫、監督黒澤明、製作大映東京撮影所、配給大映、1949年3月13日公開（映倫番号 なし） - 演出助手（セカンド）
- 『長崎の歌は忘れじ』 : 監督・原作田坂具隆、脚本沢村勉、主演京マチ子、製作大映東京撮影所、配給大映、1952年3月27日公開（映倫番号 なし） - 演出助手（セカンド）、118分の上映用プリントをNFCが所蔵[5]
- 『稲妻』 : 監督成瀬巳喜男、原作林芙美子、脚本田中澄江、主演高峰秀子、製作大映東京撮影所、配給大映、1952年10月9日公開（映倫番号 なし） - チーフ助監督、87分の上映用プリントをNFCが所蔵[5]
- 『あにいもうと』 : 監督成瀬巳喜男、原作室生犀星、脚本水木洋子、主演京マチ子、製作大映東京撮影所、配給大映、1953年8月19日公開（映倫番号 なし） - チーフ助監督、86分の上映用プリントをNFCが所蔵[5]
- 『春琴物語』 : 監督伊藤大輔、原作谷崎潤一郎、脚本八尋不二、主演京マチ子、製作大映東京撮影所、配給大映、1954年6月27日公開 - 助監督（サード）、111分の上映用プリントをNFCが所蔵[5]
- 『幻の馬』 : 監督島耕二、主演若尾文子、製作大映東京撮影所、配給大映、1955年7月20日公開（映倫番号 なし） - チーフ助監督、90分の上映用プリントをNFCが所蔵[5]
- 『ねんねこ社員』 : 製作永田秀雅、監督斎村和彦、原作川原久仁於、脚本高橋二三、主演北原義郎、製作大映東京撮影所、配給大映、1956年7月25日公開（映倫番号 なし） - チーフ助監督
- 『リンゴ村から』 : 製作永田秀雅、企画久保寺生郎、監督斎村和彦、主演梅若正義、製作大映東京撮影所、配給大映、1956年10月31日公開（映倫番号 なし） - チーフ助監督
- 『いとはん物語』 : 監督伊藤大輔、原作北条秀司、脚本成沢昌茂、主演京マチ子、製作大映東京撮影所、配給大映、1957年1月15日公開 - 助監督（セカンド）、82分の上映用プリントをNFCが所蔵[5]
- 『残月講道館』 : 製作永田秀雅、企画久保寺生郎、監督村山三男、脚本松浦健郎、主演菅原謙二、製作大映東京撮影所、配給大映、1957年4月16日公開（映倫番号 10093） - チーフ助監督
- 『愛すべき罪』 : 製作永田秀雄、企画久保寺生郎、主演藤田佳子、製作大映東京撮影所、配給大映、1957年7月28日公開（映倫番号 10280） - 監督デビュー作
- 『大都会の午前3時』（『大都会の午前三時』） : 製作永田秀雅、企画川崎治雄、主演根上淳、製作大映東京撮影所、配給大映、1958年1月22日公開（映倫番号 10502）
- 『お嬢さん大学』 : 主演姿美千子・六本木真、製作大映テレビ室・日本テレビ、1964年5月24日～6月14日放映（連続テレビ映画） - 監督
- 『列外一名』 : 脚本吉岡道夫・瀬田美樹夫、主演真塩洋一、製作大映テレビ室、1964年11月完成（連続テレビ映画、全13回・未放映） - 井上昭とともに監督
- 『せんせい』第23話 : 主演小笠原良智・浜田ゆう子、製作大映テレビ室・フジテレビジョン、1965年9月12日放映（連続テレビ映画） - 監督
- 『太陽は俺のものだ』（中国語題『我的太陽』） : 主演陽明（中国語版）・加納翔子、1966年台湾公開（台湾・日本・沖縄合作、日本公開・映倫番号不明） - 監督

### 鶴巻次郎
- 『甘い陶酔』 : 主演福光康子、製作信和プロダクション、配給新東宝映画、1965年4月公開（成人映画・映倫番号 不明）
- 『鎖の女』 : 製作祖父江羊己、企画城神郎、主演福光康子、製作中映プロダクション、1965年5月公開（成人映画・映倫番号 13925）
- 『妾ごろし』 : 製作中映プロダクション、配給日本シネマ、1965年5月公開（成人映画・映倫番号 13990）
- 『女の林』 : 主演桂奈美、脚本林吉成、製作国際ビデオ、配給新東宝映画、1965年8月25日（10月とも）公開（成人映画・映倫番号 14099） - 監督[14]（山崎福二郎とも）
- 『荊ある愛撫』[14]（『棘ある愛撫』[6][9]） : 主演宮田羊容、製作宮西プロダクション、1965年10月公開（成人映画・映倫番号 14186）
- 『紅い肌影』[14]（『赤い肌影』[6][9]） : 主演玉津明美、製作宮西プロダクション、1965年12月公開[14]（1966年1月公開とも[9]、成人映画・映倫番号 14243）
- 『不良女学生』 : 主演玉津明美、製作国際ビデオ、配給新東宝映画、1965年12月公開[14]（1966年1月公開とも[9]、成人映画・映倫番号 14331）
- 『雪肌の情熱』 : 製作共栄プロダクション、1966年3月2日公開[14]（成人映画・映倫番号 14424）
- 『やわ肌ざんげ』 : 製作宮西四郎、企画宮田羊容、原案村井実、主演布地由起江、製作宮西プロダクション、1966年5月公開（成人映画・映倫番号 14186）
- 『女のふくらみ』 : 製作福島亨・城神郎、主演桂奈美、製作メトロ芸能社映画部、配給関東映配、1966年7月公開（成人映画・映倫番号 14582） - 監督・遠藤新とともに脚本
- 『地獄の愛撫』 : 主演星河恵、製作光映画、配給関東ムービー配給、1967年6月24日公開（成人映画・映倫番号 14964）

## ビブリオグラフィ
国立国会図書館蔵書による西條の創作・座談会・エッセイ等の一覧。
- 時代絵物語『少年むらさき頭巾』西条文喜・冨賀正俊 : 『少年クラブ』第40巻第13号所収、講談社、1953年11月発行、p.277.
- 各社新説監督座談会(2)大映「大映企画と監督のオリジナリティ」阿部毅・竹谷豊一郎・西条文喜・増村保造・井沢淳 : 『キネマ旬報』第242号通巻1057号所収、キネマ旬報社、1959年9月発行、p.80-84.
- 『童謡集 王さまと驢馬 シナリオ竹靑』、私家版、1986年3月発行

## ディスコグラフィ
日本音楽著作権協会の作品データベース検索結果を参考にした一覧である。
- 山口淑子『水の精と女人』 : 1948年発表[5]
  - 作曲斎藤一郎
- 城卓矢『空手道讃歌』（B面・松山恵子『新安里屋ゆんた』） : アジアレコード、1968年発売（4RS-147）
  - 作曲大沢浄二